# ミュンヘン競馬場
ミュンヘン競馬場（みゅんへんけいばじょう）は、ドイツバイエルン自由州ミュンヘンにある競馬場である。

## 概要
1865年にミュンヘン競馬クラブが設立され、2年後の1867年にオープンした。ミュンヘンでは最古のスポーツ施設でもある。
1972年に開催されたミュンヘンオリンピックでは馬術競技に使用されている。
ミュンヘン市中心部から東に約5kmのリエム地区に位置しているため、「リエム競馬場」とも呼ばれている。

## コース
芝コースのみ存在し、1周1,830mの左回りコースで、最後の直線は560mで緩やかな上り坂がある。
また1,000mの直線コースもある。

## 主な競走
- バイエルンツフトレネン (G1)
- バイエルン大賞 (G1)